# 九號鎮區 (堪薩斯州魯克斯縣)
九號鎮區（英語：Township 9）為美國堪薩斯州魯克斯縣轄下的鎮區。2010年美国人口普查中該鎮區人口有48人。

## 地理
九號鎮區涵蓋總面積為93.52平方（36.11平方英里），其中93.47平方（36.09平方英里）為陸地，0.05平方（0.019平方英里）或0.05%為水域。海拔高度660（2,170英尺）。

## 人口統計
根據2010年美國人口普查，九號鎮區人口有48人，住房29戶，人口密度為0.51人/每平方公里。此鎮區居民之種族中，白人有48人，非裔美國人有0人，美洲原住民有0人，亞裔美國人有0人，太平洋島裔美國人有0人，其他種族有0人，混血種族則有0人。此外此鎮區有8人為西班牙裔或拉丁裔美國人。